# Kjetil Wæhler
Kjetil Wæhler, född 16 mars 1976 i Oslo, är en norsk före detta fotbollsspelare. Han spelade som försvarsspelare avslutade karriären i Sogndal i norska Tippeligaen.
Han har tidigare representerat Lyn, Wimbledon, Moss (lån), Vålerenga, AaB och IFK Göteborg. Han är yngre bror till Thomas Wæhler.

## Landslagsspel
Kjetil Wæhler har fram till februari 2012 representerat det norska herrlandslaget i fotboll vid 29 tillfällen och gjort ett mål. Wæhler gjorde sin debut mot Schweiz 17 augusti 2005. Det hittills enda mål mittbacken gjort för landslaget kom den 10 oktober 2009 i en vänskapsmatch mot Sydafrika som Norge vann med 1-0.